# 弗洛倫西亞德莫拉區
弗洛倫西亞德莫拉區（西班牙語：Distrito de Florencia de Mora），是秘魯的一個區，位於該國西北部拉利伯塔德大區的特魯希略省，始建於1985年9月17日，面積1.99平方公里，海拔高度85米，2005年人口37,417，人口密度每平方公里19,000人。